# 髪ブラ

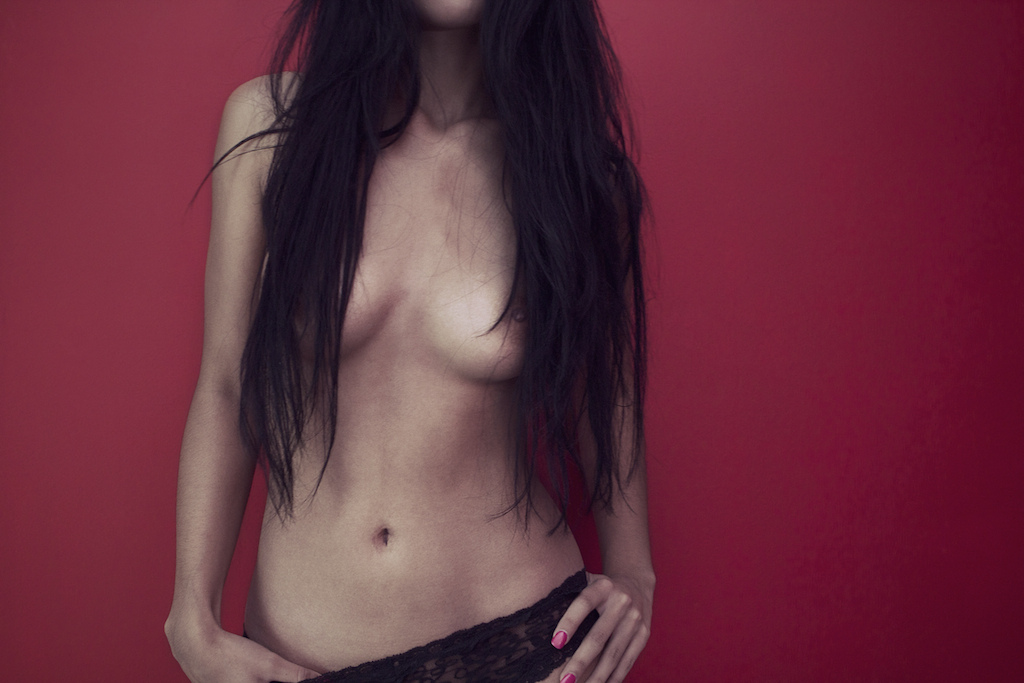
髪ブラ

髪ブラ（かみブラ）は主に女性が自分の頭髪のみで乳首・乳輪を覆い隠したポーズを指す俗語。髪をブラジャー（ブラ）のように使うことから。バストまで髪を伸ばした女性にしかできず、バストまで髪が届かない場合はヘアーエクステンションやかつらなどを使う。実際にブラジャーを使うのは思春期以降の女性だが、髪ブラは手ブラ・腕ブラ・脚ブラと共に思春期以前を含めて全年齢で用いられる。
手ブラとともにイメージとしてはセミヌードに近く、非常に強い扇情効果を持つ。
アニメなどで乳房や乳首を露出することを嫌う場合、髪ブラのためにキャラクター設定をロングヘアにしておく場合もある。
有名なものでは浜崎あゆみのCD「appears」のCDジャケットにおいて、浜崎あゆみ本人の髪ブラの状態の写真が使われている。